# Czaple-Chwaliszowice
Czaple-Chwaliszowice – zamknięty przystanek kolejowy w Chwaliszowicach na linii kolejowej nr 365 Stary Raduszec – Bad Muskau, w powiecie żarskim, w województwie lubuskim, w Polsce.